# Ingram Bywater

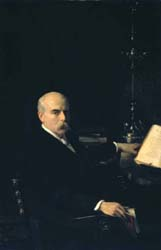
Ingram Bywater. Gemälde von John Singer Sargent (1901)

Ingram Bywater (* 27. Juni 1840 in London; † 18. Dezember 1914 ebenda) war ein britischer Klassischer Philologe.
Bywater, der Sohn eines Pastors, besuchte nacheinander die University College School, die King’s College School und das Queen’s College in Oxford. Nach dem Studienabschluss wurde er 1863 Fellow am Exeter College in Oxford. 1883 wurde er zum Reader in Greek ernannt, 1893 zum Regius Professor of Greek. Seine Antrittsvorlesung hatte den Titel Four Centuries of Greek Learning in England.
Bywaters Forschungsschwerpunkt war die griechische Philosophie, besonders des Aristoteles und der Peripatetiker. Er veröffentlichte zahlreiche kritische Editionen und Fragmentsammlungen, ab den 1880er Jahren in Zusammenarbeit mit der Preußischen Akademie der Wissenschaften, die ihn zum korrespondierenden Mitglied wählte. 1894 wurde er in die American Academy of Arts and Sciences gewählt. 1902 wurde er Mitglied (Fellow) der British Academy.
Nach Bywater benannt ist der mit einer Fellowship im Exeter College verbundene Lehrstuhl des Bywater and Sotheby Professor of Byzantine and Modern Greek Language and Literature auf dem Gebiet der Byzantinistik und Neogräzistik an der Universität Oxford. Die Professur wurde im Jahr 1915 aufgrund und mit den Mitteln des Vermächtnisses von Charlotte Bywater († 17. Februar 1908) eingerichtet, der Ehefrau Bywaters und Witwe des Oxforder Altphilologen Hans William Sotheby (1827–1875).

## Schriften (Auswahl)
- Heracliti Ephesii Reliquiae. Clarendon Press, Oxford 1877, (Digitalisat).
- Prisciani Lydi quae extant. Metaphrasis in Theophrastum et Solutionum ad Chosroem liber (= Supplementum Aristotelicum. Bd. 1, Tl. 2). Reimer, Berlin 1886, (Digitalisat).
- The fragments of the work of Heraclitus of Ephesus on nature. Murray, Baltimore 1889, (Digitalisat).
- Aristotelis Ethica Nicomachea. Clarendon Press, Oxford 1890, (Digitalisat).
- Contributions to the Textual Criticism of Aristotle’s Nicomachean Ethics. Clarendon Press, Oxford 1892, (Digitalisat).
- Aristotelis De arte poetica liber. Clarendon Press, Oxford 1897, (Digitalisat).
- Aristotle on the Art of Poetry. Clarendon Press, Oxford 1909, (Digitalisat).